# Kwong Fook I Tsz
Kwong Fook I Tsz (IPA: [ kʷɔŋ fʊk jiː tsʰiː ]) is een volksboeddhistische en daoïstische tempel die gewijd is aan bodhisattva Ksitigarbha en bhikkhu Jigong. In de volkstaal wordt de tempel "Tempel van de Honderd Families" (百姓廟 of 百姓祠) genoemd. Het is een van de oudste tempels van Hongkong. Het ligt aan de Tai Ping Road numero veertig in Hongkong Island. Het gebouw stamt uit 1856 en is door de Hongkongse overheid op de lijst van historische erfgoederen graad 2 gezet. De bouw werd bekostigd door donaties van bewoners van de Tai Ping Road en van ondernemers. De tempel was oorspronkelijk gebouwd om te offeren aan overleden Chinezen die niet terug naar hun jiaxiang konden. Later werd de tempel ook een plaats waar zieken een schoonheidsbehandeling konden krijgen. Sinds het bestaan van Tung Wah Hospital wordt de tempel dat ziekenhuis beheerd.
In de tempel staan de vooroudertabletten van verschillende families. Om de bepaalde tijd wordt er gebeden voor de overledenen, dat hun ziel rust kan vinden.